# ميلتون هورن
ميلتون هورن (و. 1906 – 1995 م) هو نحات أمريكي، ولد في كييف، توفي عن عمر يناهز 89 عاماً.